# زمین‌لرزه ۱۹۶۶ نپال
زمین‌لرزه نپال  در تاریخ ۲۷ ژوئن ۱۹۶۶ میلادی، برابر با ‎۶ تیر ۱۳۴۵، ساعت ۱۰:۴۱:۰۸ به زمان یوتی‌سی در نپال رخ داد. ژرفای این زلزله ۲۱٫۶ کیلومتر بود. بزرگی آن ۶ در مقیاس mb اعلام شده‌است. زمین‌لرزه به وقت محلی در روز دوشنبه، ساعت ۱۵٫۷۵ روی داده و منطقه زمانی آن یوتی‌سی +۵٫۷۵ بوده‌است.
سازمان زمین‌شناسی آمریکا نیز جای این زمین‌لرزه را در مختصات ۲۹°۳۶′شمالی ۸۰°۵۴′شرقی / ۲۹٫۶°شمالی ۸۰٫۹°شرقی و بزرگی آنرا برابر با ۶ در مقیاس ریشتر اعلام کرده‌است. ژرفای گزارش شده از سوی این سازمان ۳۳ کیلومتر می‌باشد.
شمار کشتگان زلزله حدود ۸۰ نفر بوده‌است. تعداد زخمیان ۱۰۰ نفر برآورده شده‌است.